# Klinometr

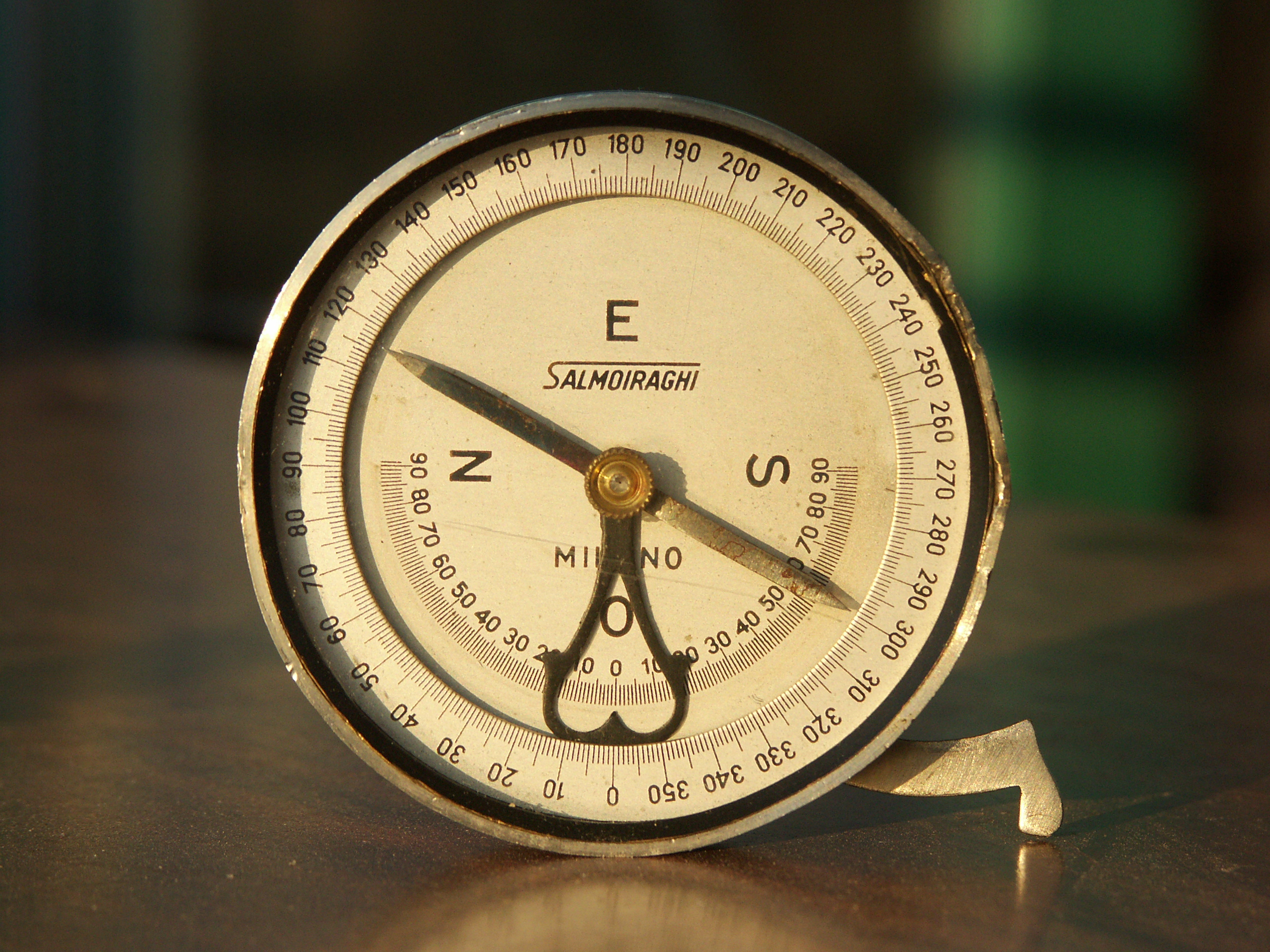

Klinometr (spadkomierz) – przyrząd do mierzenia kątów pionowych warstw skalnych i innych powierzchni, a także struktur geologicznych. Jest wbudowany w kompas geologiczny (jako klinometr wahadłowy i/lub płytkowy). Stosowany w terenowych pracach geologicznych.